# Casa Ioachim din Roman
Casa Ioachim este o clădire situată în Roman, pe bulevardul Roman Mușat nr. 19. Clădirea este monument istoric, înscrisă în lista monumentelor istorice din județul Neamț, cod  NT-II-m-B-10694.
Primul proprietar al casei a fost negustorul Vasile Ioachim care, la sfârșitul secolului al XIX-lea, a și construit-o.
În prezent, Casa Ioachim este sediul Bibliotecii Municipale „George Radu Melidon” a orașului Roman. Fondul de carte inițial, alcătuit din 216 cărți, a fost donat, în aprilie 1885, de către profesorul George Radu Melidon (1831-1897). La sfârșitul anului 2004 fondul de carte era de 154.727 de volume.

## Galerie

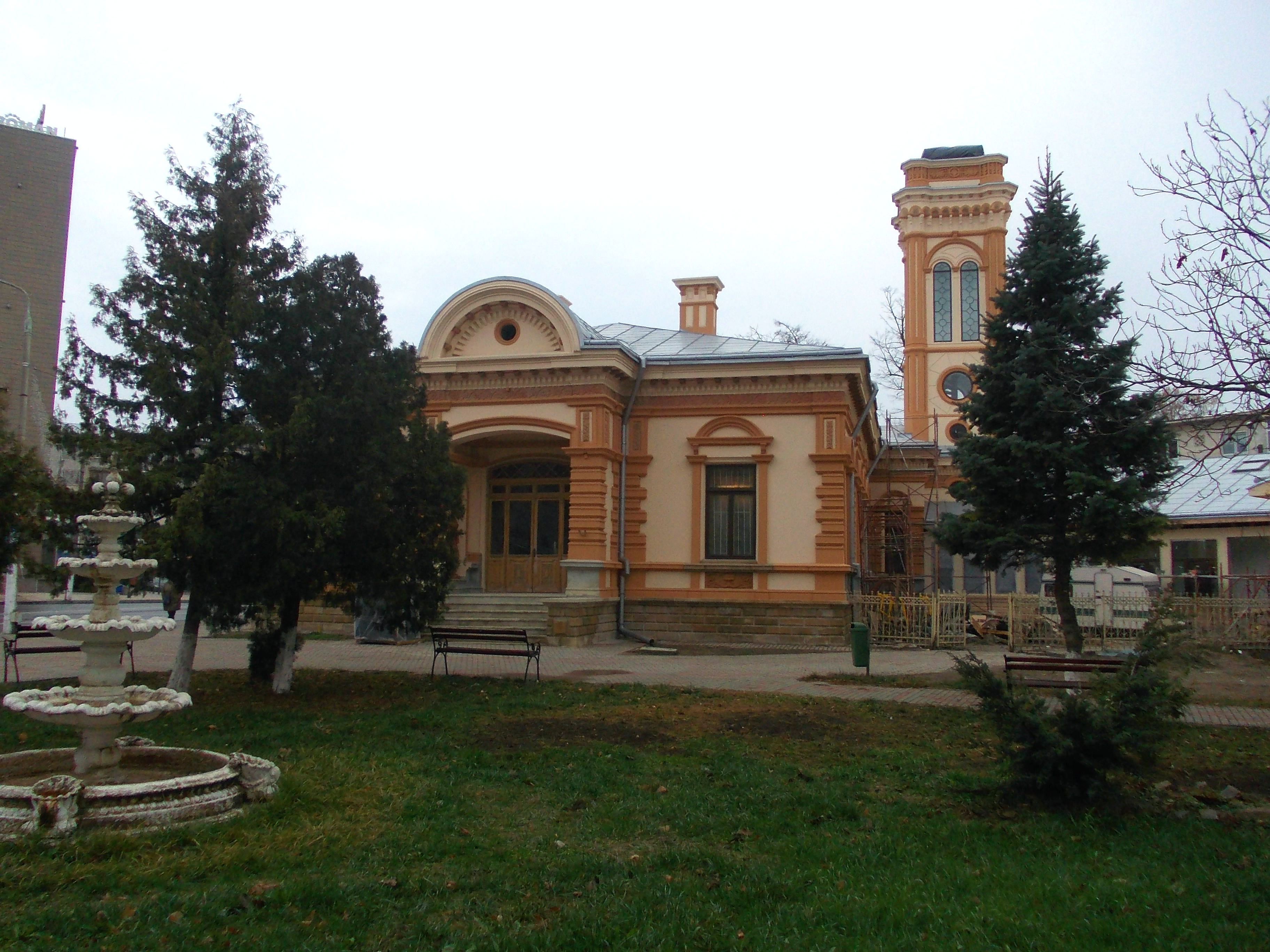